# Joseph L. White
Joseph Livingston White (* in Cherry Valley, Otsego County, New York; † 12. Januar 1861 in Corinto, Nicaragua) war ein US-amerikanischer Politiker. Zwischen 1841 und 1843 vertrat er den Bundesstaat Indiana im US-Repräsentantenhaus.

## Werdegang
Joseph Whites Geburtsdatum ist nicht überliefert. Er besuchte die Grundschule seiner Heimat. Nach einem anschließenden Jurastudium in Utica und seiner Zulassung als Rechtsanwalt begann er in Madison (Indiana) in diesem Beruf zu arbeiten. Gleichzeitig schlug er als Mitglied der Whig Party eine politische Laufbahn ein.
Bei den Kongresswahlen des Jahres 1840 wurde White im dritten Wahlbezirk von Indiana in das US-Repräsentantenhaus in Washington, D.C. gewählt, wo er am 4. März 1841 die Nachfolge von John Carr antrat. Bis zum 3. März 1842 konnte er eine Legislaturperiode im Kongress absolvieren. Diese war von dem Streit zwischen Whites Partei und dem neuen Präsidenten John Tyler überschattet. Außerdem wurde im Kongress über eine mögliche Annexion der seit 1836 von Mexiko unabhängigen Republik Texas diskutiert.
Später zog Joseph White nach New York City, wo er als Anwalt praktizierte. Er wurde auf einer Geschäftsreise am 12. Januar 1861 beim Verlassen seines Schiffes in der nicaraguanischen Hafenstadt Corinto von einem Mann names Gavett erschossen. Die Hintergründe der Tat sind nicht überliefert. Er wurde in Corinto beigesetzt.